# Edward Hill Amet

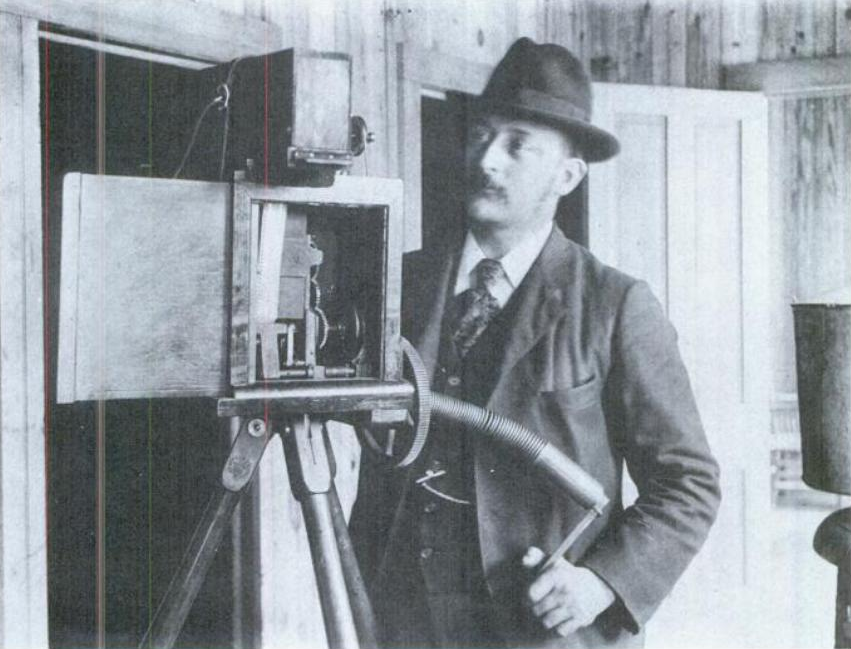
Edward Hill Amet (1897)

Edward Hill Amet (* 10. November 1860 in Philadelphia, Pennsylvania; † 16. August 1948 in Redondo Beach, Kalifornien) war ein US-amerikanischer Erfinder.

## Leben
Amet wuchs in Chicago auf und erhielt im Alter von 17 Jahren sein erstes Patent für die Entwicklung eines verbesserten Telefons. Im Jahr 1884 zog er nach Waukegan im Staat Illinois um, wo er als beratender Ingenieur arbeitete. Dort konstruierte er unter anderem eine den Messwert auf Papier druckende Waage, die mit einer Münze in Betrieb zu setzen ist, eine sogenannte Münzwaage. Ein von ihm entwickeltes Uhrwerk für Edisons Phonographen und ein eigener von ihm entwickelter Phonograph, der unter dem Namen Echophone vermarktet wurde, gehört ebenso zu seinen Erfindungen wie eine Filmkamera und das Magniscope, ein Filmprojektor. Zeitgleich mit Jean-Aimé LeRoy leistete er Grundlagenarbeit beim Bau von Perforiermaschinen und Filmkopiermaschinen.
Amet stellte zwischen 1893 und 1900 viele Filme her, die er auch selbst vorführte. Dazu gehören beispielsweise die Filme Battle of Santiago Bay von 1898, Der Untergang der Cervera Fleet sowie die Rekonstruktion einer Schlacht während der Burenkriege. Einige seiner Filme wurden zu Raubkopien. 1927 erhielt er ein Patent auf einen Filmantrieb mit Greifer und Sperrstift, der zwar wirkungsvoll, aber lärmig ist.